# Apterobittacus apterus
Apterobittacus apterus är en näbbsländeart som först beskrevs av Maclachlan 1871.  Apterobittacus apterus ingår i släktet Apterobittacus och familjen styltsländor. Inga underarter finns listade i Catalogue of Life.